# Karel E. Ort
Karel E. Ort (8. ledna 1881 Újezd nad Zbečnem – 31. prosince 1936) byl český architekt a profesor v Brně.

## Život
Narodil se v Újezdě nad Zbečnem v rodině čtvrtníka Karla Orta a jeho ženy Marie roz. Argaurové. V roce 1909 se v Praze oženil s Marií Kosteleckou a roku 1910 odcestoval do Německa, aby se usadil v Hamburku, kde vystudoval uměleckoprůmyslovou školu Schule f. Kunst und Gewerbe. Na té samé škole následně působil jako pedagog až do roku 1920. V této době působil zejména jako textilní návrhář. Poté odešel do Dvora Králové, kde působil jako profesor na odborné tkalcovské škole, aby se nakonec stal od roku 1925 profesorem na škole uměleckých řemesel v Brně. Zde vedl oddělení interiérového zařízení a nábytku.

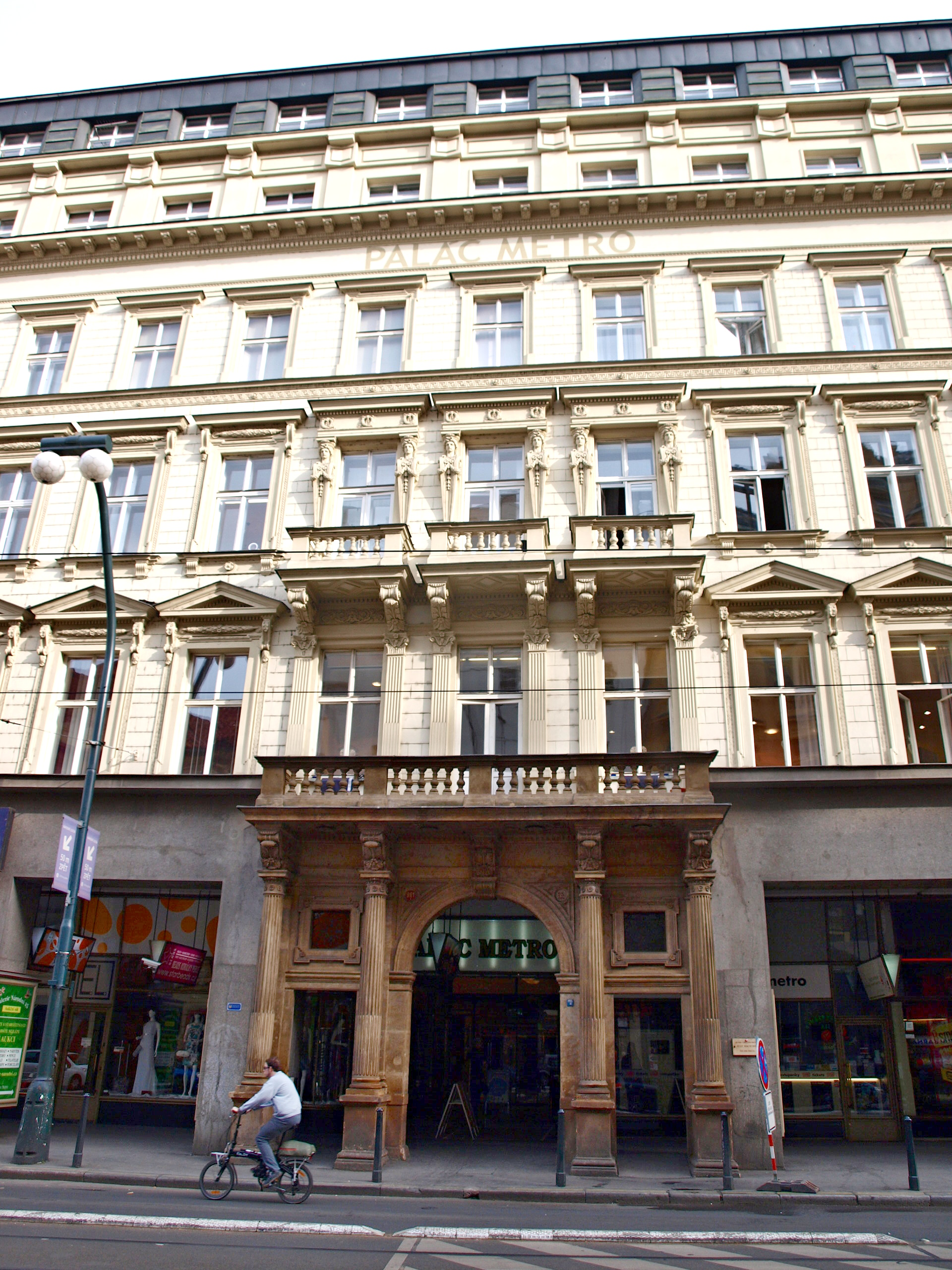
Palác Metro

## Dílo
Mezi let 1910 a 1920 působil v ateliéru Jana Kotěry a jako designér spolupracoval především s firmou Hynek Gottwald v Brandýse nad Orlicí. Mezi významná díla patří především projekt zasklení paláce Metro na Národní třídě (čp. 961/I), projekt domků pro Družstvo dělnických a rodinných domků v Plzni a dále pak návrhy pomníku J. A. Komenského a pamětních desek J. Dobrovského, T. G. Masaryka a dalších